# 달가 (고구려)
달가(達賈, ?~292년)는 고구려의 왕족이자, 장수이다. 고구려의 제12대 왕 중천왕(中川王)의 아들이자, 서천왕의 동생이며, 봉상왕의 작은아버지이다.

## 개요
안국군(安國君)으로 책봉되고, 280년에 숙신을 정벌하였다. 인덕이 많아 따르는 사람이 많았으나, 이 때문에 조카 봉상왕(烽上王)에게 시기를 당했다. 292년에 왕위에 오른 봉상왕에게 살해되었다.

## 관련인물
- 봉상왕
- 중천왕